# زيسيس فريزاس
زيسيس فريزاس (باليونانية: Ζήσης Βρύζας)‏، من مواليد 9 نوفمبر 1973 في كافالا في اليونان، لاعب كرة قدم يوناني.
لعب عدة أندية وهي، نادي باوك ونادي سكودا سكانثي ونادي بيروجيا الإيطالي ونادي تورينو الإيطالي ونادي فيورنتينا الإيطالي.
و قد لعب مع منتخب اليونان لكرة القدم في كأس الأمم الأوروبية لكرة القدم 2004.

## مسيرته الكروية
لعب زيسيس فريزاس خلال مسيرته الاحترافية مع 6 أندية في ثمانية عشر موسمًا وسجل خلالها 87 هدفًا ضمن 436 مباراة. ولم يفز بأي موسم بالكأس أو بالدوري.
خاض زيسيس فريزاس مسيرته مع نادي سكودا زانثي في موسم 1991–92 في المرة الأولى ليلعب معه خمسة مواسم ثم في موسم 2006–07 لمدة موسم واحد، مشاركًا طوالها في 138 مباراة سجل خلالها 32 هدفًا. ثم انتقل إلى نادي باوك في موسم 1996–97 في المرة الأولى ليلعب معه أربعة مواسم ثم في موسم 2007–08 لمدة موسم واحد، حيث شارك طوالها في 131 مباراة سجل خلالها 19 هدفًا. لينتقل بعدها إلى نادي بيروجيا في موسم 2000–01 ليلعب معه أربعة مواسم، مشاركًا في 107 مباراة سجل خلالها 25 هدفًا. ثم انتقل إلى نادي فيورنتينا في موسم 2003–04 لمدة موسم واحد، مشاركًا في 20 مباراة سجل خلالها 4 أهداف. هذا وانتقل لاحقًا إلى نادي سيلتا فيغو في موسم 2004–05 لمدة موسم واحد، مشاركًا في 32 مباراة سجل خلالها 7 أهداف. ثم انتقل بعدها إلى نادي تورينو في موسم 2005–06 لمدة موسم واحد، مشاركًا في 8 مباريات ولم يسجل أي هدف.

## روابط خارجية
- زيسيس فريزاس على موقع الاتحاد الدولي (مؤرشف)  (الإنجليزية)
- زيسيس فريزاس على موقع الاتحاد الأوربي (الإنجليزية)
- زيسيس فريزاس على موقع قاعدة بيانات كرة القدم.إي يو (الإنجليزية)
- زيسيس فريزاس على موقع ناشيونال فوتبول تيمز (الإنجليزية)
- زيسيس فريزاس على موقع Soccerway.com (الإنجليزية)
- زيسيس فريزاس على موقع عالم كرة القدم.نت (الإنجليزية)
- زيسيس فريزاس على موقع كووورة